# Herdermühle
Herdermühle (lb. Herdermillen) – mała miejscowość (lieu-dit) w południowo-wschodnim Luksemburgu, w kantonie Remich, w gminie Bous-Waldbredimus. Do 3 października 2015 miejscowość leżała w dystrykcie Grevenmacher, a do 31 sierpnia 2023 należała do gminy Bous.  